# Futbol als Jocs Olímpics d'estiu de 2004 - Competició femenina
Als Jocs Olímpics d'Estiu de 2004 celebrats a la ciutat d'Atenes (Grècia) es realitzà una competició en categoria femenina de futbol, que unida a la categoria masculina formà part del programa oficial de futbol dels Jocs.
La competició de futbol es realitzà entre els dies 11 i 26 d'agost de 2004 entre les seus de l'Estadi Olímpic d'Atenes (Atenes), l'Estadi Geórgios Geórgios Karaiskakiss (El Pireu), l'Estadi Kaftanzoglio (Tessalònica), l'Estadi Pampeloponnisiako (Patres), l'Estadi Pankritio (Càndia) i l'Estadi Panthessaliko (Volos).

## Comitès participants
Hi participaren un total de 166 futbolistes de 10 comitès nacionals diferents:
|  | - Alemanya - Austràlia - Brasil - Estats Units - Grècia | - Japó - Mèxic - Nigèria - Suècia - R.P. de la Xina |

## Resum de medalles
| Prova         | Or | Argent | Bronze |
| Futbol femení | Estats UnitsBriana Scurry · Heather Mitts · Christie Rampone · Cat Reddick · Lindsay Tarpley · Brandi Chastain · Shannon Boxx · Angela Hucles · Mia Hamm · Aly Wagner · Julie Foudy · Cindy Parlow · Kristine Lilly · Joy Fawcett · Kate Markgraf · Abby Wambach · Heather O'Reilly · Kristin Luckenbill | BrasilAndréia · Maravilha · Mônica · Tânia · Juliana · Daniela · Rosana · Renata Costa · Aline · Formiga · Elaine · Maycon · Pretinha · Marta · Cristiane · Roseli · Dayane · Grazielle | AlemanyaSilke Rottenberg · Kerstin Stegeman · Kerstin Garefrekes · Steffi Jones · Sarah Guenther · Viola Odebrecht · Pia Wunderlich · Petra Wimbersky · Birgit Prinz · Renate Lingor · Martina Müller · Navina Omilade · Sandra Minnert · Isabell Bachor · Sonja Fuss · Conny Pohlers · Ariane Hingst · Nadine Angerer |

## Medaller
| Posició | País         | Or | Argent | Bronze | Total |
| 1       | Estats Units | 1  | 0      | 0      | 1     |
| 2       | Brasil       | 0  | 1      | 0      | 1     |
| 3       | Alemanya     | 0  | 0      | 1      | 1     |

## Resultats

### Ronda preliminar
Grup A
|         | J | G | E | P | GF | GC | Pts |
| ------- | - | - | - | - | -- | -- | --- |
| Suècia  | 2 | 1 | 0 | 1 | 2  | 2  | 3   |
| Nigèria | 2 | 1 | 0 | 1 | 2  | 2  | 3   |
| Japó    | 2 | 1 | 0 | 1 | 1  | 1  | 3   |

| Suècia | 0–1   | Japó        |
| ------ | ----- | ----------- |
|        | Resum | Arakawa 24' |

 Estadi Panthessaliko (Volos)
Àrbitre: Fatou Gaye (SEN)

Assistència: 10.104        
| Japó | 0–1   | Nigèria   |
| ---- | ----- | --------- |
|      | Resum | Okolo 55' |

 Estadi Geórgios Karaiskakis (El Pireu)

Àrbitre: Dianne Ferreira (GUY)

Assistència: 14.126        
| Suècia                   | 2–1   | Nigèria   |
| ------------------------ | ----- | --------- |
| Marklund 68' Moström 73' | Resum | Akide 25' |

 Estadi Panthessaliko (Volos)

Àrbitre: Siliva De Oliviera (BRA)

Assistència: 21.597        
Grup B
|          | J | G | E | P | GF | GC | Pts |
| -------- | - | - | - | - | -- | -- | --- |
| Alemanya | 2 | 2 | 0 | 0 | 10 | 0  | 6   |
| Mèxic    | 2 | 0 | 1 | 1 | 1  | 3  | 1   |
| Xina     | 2 | 0 | 1 | 1 | 1  | 9  | 1   |

| Alemanya                                                                  | 8–0   | Xina |
| ------------------------------------------------------------------------- | ----- | ---- |
| Prinz 13', 21', 73', 88' Wunderlich 65' Lingor 76' Pohlers 82' Müller 90' | Resum |      |

 Esstadi Pampeloponnisiako (Patres)
Àrbitre: Kari Seitz (USA)
Assistència: 14.657        
| Xina   | 1–1   | Mèxic         |
| ------ | ----- | ------------- |
| Ji 34' | Resum | Domínguez 11' |

 Estadi Geórgios Karaiskakis (El Pireu)
Àrbitre: Christina Ionescu (ROM)
Assistència: 5.112        
| Alemanya                | 2–0   | Mèxic |
| ----------------------- | ----- | ----- |
| Wimbersky 20' Prinz 79' | Resum |       |

 Estadi Geórgios Karaiskakis (El Pireu)
Àrbitre: Krystyna Szokolai (HNG)
Assistència: 26.338        
Grup C
|              | Pld | W | D | L | GF | GA | Pts |
| ------------ | --- | - | - | - | -- | -- | --- |
| Estats Units | 3   | 2 | 1 | 0 | 6  | 1  | 7   |
| Brasil       | 3   | 2 | 0 | 1 | 8  | 2  | 6   |
| Austràlia    | 3   | 1 | 1 | 1 | 2  | 2  | 4   |
| Grècia       | 3   | 0 | 0 | 3 | 0  | 11 | 0   |

| Grècia | 0–3 | Estats Units                  |
| ------ | --- | ----------------------------- |
|        |     | Boxx 14' Wambach 30' Hamm 82' |

 Estadi Pankritio (Càndia)        
| Brasil    | 1–0 | Austràlia |
| --------- | --- | --------- |
| Marta 36' |     |           |

 Estadi Kaftanzoglio (Tessalònica)        
| Grècia | 0–1 | Austràlia    |
| ------ | --- | ------------ |
|        |     | Garriock 27' |

 Estadi Pankritio (Càndia)        
| Estats Units         | 2–0 | Brasil |
| -------------------- | --- | ------ |
| Hamm 58' Wambach 77' |     |        |

 Estadi Kaftanzoglio (Tessalònica)        
| Grècia                                                                 | 0–7 | Brasil |
| ---------------------------------------------------------------------- | --- | ------ |
| Pretinha 21' Cristiane 46' 55' 77' Grazielle 79' Marta '70 Daniela '72 |     |        |

 Estadi Pampeloponnisiako (Patres)        
| Estats Units | 1–1 | Austràlia  |
| ------------ | --- | ---------- |
| Lilly 19'    |     | Peters 82' |

 Estadi Kaftanzoglio (Tessalònica)        

### Ronda final
|  | Quarts de final          | Quarts de final     |                     |        | Semifinals  | Semifinals  |  |  | Final               | Final |
|  |                          |                     |                     |        |             |             |  |  |                     |       |
|  | 20 d'agost - Patres      |                     |                     |        |             |             |  |  |                     |       |
|  |                          |                     |                     |        |             |             |  |  |                     |       |
|  | Alemanya                 | 2                   |                     |        |             |             |  |  |                     |       |
|  | Alemanya                 | 2                   | 23 d'agost - Càndia |        |             |             |  |  |                     |       |
|  | Nigèria                  | 1                   |                     |        |             |             |  |  |                     |       |
|  | Nigèria                  | 1                   | Alemanya            | 1      |             |             |  |  |                     |       |
|  | 20 d'agost - Tessalònica |                     | Alemanya            | 1      |             |             |  |  |                     |       |
|  |                          | Estats Units        | 2                   |        |             |             |  |  |                     |       |
|  | Estats Units             | Estats Units        | 2                   | 2      |             |             |  |  |                     |       |
|  | Estats Units             |                     | 26 d'agost - Atenes | 2      |             |             |  |  |                     |       |
|  | Japó                     | 1                   |                     |        |             |             |  |  |                     |       |
|  | Japó                     | 1                   | Estats Units        | 2      |             |             |  |  |                     |       |
|  | 20 d'agost - Càndia      |                     | Estats Units        | 2      |             |             |  |  |                     |       |
|  |                          | Brasil              | 1                   |        |             |             |  |  |                     |       |
|  | Mèxic                    | Brasil              | 1                   | 0      |             |             |  |  |                     |       |
|  | Mèxic                    | 23 d'agost - Patres |                     | 0      |             |             |  |  |                     |       |
|  | Brasil                   | 5                   |                     |        |             |             |  |  |                     |       |
|  | Brasil                   | 5                   | Suècia              | 0      | Tercer lloc | Tercer lloc |  |  |                     |       |
|  | 20 d'agost - Volos       |                     | Suècia              | 0      | Tercer lloc | Tercer lloc |  |  |                     |       |
|  |                          | Brasil              | 1                   |        |             |             |  |  |                     |       |
|  | Suècia                   | Brasil              | 1                   | 2      | Alemanya    | 1           |  |  |                     |       |
|  | Suècia                   |                     |                     | 2      | Alemanya    | 1           |  |  |                     |       |
|  | Austràlia                | 1                   |                     | Suècia | 0           |             |  |  |                     |       |
|  | Austràlia                | 1                   |                     |        | 0           |             |  |  |                     |       |
|  |                          |                     |                     |        |             |             |  |  | 26 d'agost - Atenes |       |
|  |                          |                     |                     |        |             |             |  |  |                     |       |

#### Quarts de final
| Alemanya              | 2–1 | Nigèria   |
| --------------------- | --- | --------- |
| Jones 76' Pohlers '81 |     | Akide 49' |

 Estadi Pampeloponnisiako (Patres)        
| Estats Units          | 2–1 | Japó         |
| --------------------- | --- | ------------ |
| Lilly 43' Wambach 59' |     | Yamamoto 48' |

 Estadi Kaftanzoglio (Tessalònica)        
| Mèxic | 0–5 | Brasil                                      |
| ----- | --- | ------------------------------------------- |
|       |     | Cristiane 25' 49' Formiga 29' 54' Marta '60 |

 Estadi Pankritio (Càndia)        
| Suècia                    | 2–1 | Austràlia    |
| ------------------------- | --- | ------------ |
| Ljungberg 25' Larsson 30' |     | De Vanna 48' |

 Estadi Panthessaliko (Volos)        

#### Semifinals
| Estats Units           | 2–1 | Alemanya   |
| ---------------------- | --- | ---------- |
| Lilly '33 O'Reilly '99 |     | Bachor '92 |

 Estadi Pankritio (Càndia)        
| Brasil       | 1–0 | Suècia |
| ------------ | --- | ------ |
| Pretinha '64 |     |        |

 Estadi Pampeloponnisiako (Patres)        

#### 3r lloc
| Alemanya    | 1–0 | Suècia |
| ----------- | --- | ------ |
| Liongor '17 |     |        |

 Estadi Olímpic d'Atenes (Atenes)        

#### Final
| Estats Units             | 2–1 | Brasil       |
| ------------------------ | --- | ------------ |
| Tarpley '39 Wambach '112 |     | Pretinha '73 |

 Estadi Olímpic d'Atenes (Atenes)        